# الن پاو
الن پاو (انگلیسی: Ellen Pao؛چینی: 鲍康如/鮑康如، Pinyin: Bào Kāngrú; ۱۹۷۰ (۵۴–۵۵ سال) – ) یک وکیل، و بازرگان اهل ایالات متحده آمریکا بود.